# Eva (Kid Yugi)
Eva è un singolo del rapper italiano Kid Yugi, pubblicato il 15 marzo 2024 come quarto estratto dal secondo album in studio I nomi del diavolo.

## Descrizione
Il brano vanta la collaborazione del rapper italiano Tedua.

## Tracce
Testi di Francesco Stasi, Mario Molinari, musiche di Umberto Odoguardi.
1. Eva (feat. Tedua) – 2:41

## Classifiche

### Classifiche settimanali
| Classifica (2024) | Posizione massima |
| ----------------- | ----------------- |
| Italia            | 5                 |

### Classifiche di fine anno
| Classifica (2024) | Posizione |
| ----------------- | --------- |
| Italia            | 27        |